# اس ميل
اس ميل-3 ( بالإنجليزية: Smail-3 ) هو خادم للرسائل يستخدم في نظام التشغيل يونكس. هذا الخادم مجاني ومرخص برخصة جنو العمومية. ويهدف إلى أن يكون مرسل بريد عام ومرن مع تسهيلات واسعة لفحص البريد الإلكتروني الوارد وللتوجيه بين الشبكات المتباينة. لا يزال قيد الاستخدام على الإنترنت، ولكن تم استبداله في الغالب من قبل Exim (الذي كان مستندًا في الأصل على اس ميل ) وغيرها من خوادم نقل البريد الحديثة.
لا يزال اس ميل-3 يتبع نموذج تصميم أحادي حيث يتحكم ثنائي واحد في المرافق الأساسية لـ خوادم الرسائل. يعتبر هذا النوع من التصميم المترابط بشكل عام أقل أمانًا، ويرجع ذلك إلى حد كبير لأن البرنامج بأكمله يعمل بشكل طبيعي مع صلاحيات النظام الكاملة في جميع الأوقات. ومع ذلك، كان سجل أمن اس ميل نظيفًا إلى حد ما. تم تصميمه مع الأمان كهدف أساسي ويستخدم العديد من الممارسات الرئيسية للتشفير الآمن لتجنب بعض المخاطر الأكثر شيوعًا للبرامج الكبيرة المماثلة المكتوبة في C.